# Tremellogaster
Tremellogáster surinaménsis (лат.) — гриб-гастеромицет семейства ложнодождевиковых. Единственный представитель рода Tremellogaster E.Fisch., 1924. Произрастает в Южной Америке.

## Описание
Плодовое тело наземное, сидячее, почти шаровидное, 4—7 см диаметром, от коричневого до тёмно-коричневого; сухая поверхность покрыта уплощёнными бугорками, более выраженными на верхушке плодового тела. Ножка отсутствует.
Перидий очень толстый до 1 см (1/6 диаметра плодового тела) толщиной, двухслойный, с промежуточным бурым студневидным слоем (мезоперидием).
Глеба сначала тёмно-жёлтая, охристая, затем бурая и порошистая.

### Микроморфология
Споры шаровидные, мелкоигольчатые, 5—6 мкм, тёмно-бурые.
Псевдокапиллиций различной длины, 2,5—4 мкм диаметром, сильно ветвящийся, гиалиновый. Базидии булавовидные, заострённые у основания, 20—22 х 5—5,5 мкм, с четырьмя короткими стеригмами.

## Распространение
Редкий несъедобный гриб. Растёт на влажной песчаной почве, возле гниющей древесины. Встречается в Гайане (Бартика) и Суринаме (р. Сарамакка).